# Milaca
Milaca és una població dels Estats Units a l'estat de Minnesota. Segons el cens del 2000 tenia 2.580 habitants.

## Demografia
Segons el cens del 2000, Milaca tenia 2.580 habitants, 1.115 habitatges, i 636 famílies. La densitat de població era de 312,3 habitants per km².
Dels 1.115 habitatges en un 26,1% hi vivien nens de menys de 18 anys, en un 43% hi vivien parelles casades, en un 10,9% dones solteres, i en un 42,9% no eren unitats familiars. En el 39% dels habitatges hi vivien persones soles el 19,7% de les quals corresponia a persones de 65 anys o més que vivien soles. El nombre mitjà de persones vivint en cada habitatge era de 2,14 i el nombre mitjà de persones que vivien en cada família era de 2,82.
Per edats la població es repartia de la següent manera: un 22,5% tenia menys de 18 anys, un 8,1% entre 18 i 24, un 24,6% entre 25 i 44, un 19,2% de 45 a 60 i un 25,5% 65 anys o més.
L'edat mediana era de 40 anys. Per cada 100 dones de 18 o més anys hi havia 77,4 homes.
La renda mediana per habitatge era de 26.964 $ i la renda mediana per família de 40.739 $. Els homes tenien una renda mediana de 35.250 $ mentre que les dones 24.531 $. La renda per capita de la població era de 17.005 $. Entorn del 10,4% de les famílies i el 15,6% de la població estaven per davall del llindar de pobresa.

## Poblacions més properes
El següent diagrama mostra les poblacions més properes.